# Arpa
Arpa ili Istočni Arpačaj (armenski: Արփա, azerski: Arpaçay, ruski: Арпа, Arpa, Восточный Арпачай, Vostočnjij Arpačaj) je rijeka u Armeniji i Azerbajdžanu. Duga je 128 kilometara. Površina porječja iznosi 2630 km2. 
Izvire na planini Vardeni, sjevernom dijelu Zangezurske planine, na sjeveroistoku Vajots Dzora na nadmorskoj visini od oko 3.000 metara. U gornjem dijelu toka Arpa je tipična planinska rijeka prepuna brzaka čiju dolinu čine uske i duboke klisure. Dolina je nešto šira u srednjem dijelu toka, dok se u donjem dijelu toka širi u prostranu Araratsku ravnicu. Nivalno-pluvijalnog je režima. Arpa je lijeva pritoka rijeke Aras. 
Njene vode se uglavnom iskorištavaju za navodnjavanje, tako da nisu rijetke situacije da tijekom sušnih ljetnjih mjeseci gotovo u poptunosti presuši na ušću. Na rijeci je na teritoriji Armenije izgrađeno umjetno Kečutsko jezero.
Između Arpe i jezera Sevan izgrađen je 48 km dug tunel kojim se vode ove rijeke distributiraju k jezeru kako bi se spriječila ekološka katastrofa zbog naglog opadanja razine vode u jezeru Sevan.
U gornjem dijelu toka, na obalama ove rijeke se nalazi banjski centar Džermuk. Riblji fond u rijeci je veoma bogat (posebno pastrvkom) zbog čega je veoma popularan sportski ribolov. 

## Galerija
- Arpa na teritoriju Armenije.
- Arpa na teritoriju Armenije.
- Arpa kraj grada Jehegnadžor, Armenija.

## Vanjske poveznice
|  | Zajednički poslužitelj ima još gradiva o temi Arpa |